# День родителей
День родителей — праздник, отмечаемый в США, Индии, ДР Конго и других странах.
Всемирный день родителей отмечается с 2013 года под эгидой ООН ежегодно 1 июня.

## В США
В США День Родителей отмечается в четвёртое воскресенье каждого июля. Праздник был основан в 1994 году, когда Билл Клинтон подписал Резолюцию от Конгресса и принял закон по «признанию, возвеличиванию и поддержке роли родителей в воспитании детей». Законопроект был представлен Сенатором от Республиканской партии Трентом Лоттом. Судья Верховного суда США Рут Бейдер Гинзбург сказала: «Замещение Дня Отца и Дня Матери Днем Родителей должно рассматриваться как соблюдение праздника, более согласованное с политикой минимизации традиционных гендерных различий в родительской роли».

## В Индии
В Индии День Родителей отмечается 24 июля.

## В Конго
В ДР Конго День родителей отмечается 1 августа.

## В Южной Корее
В Южной Корее День Родителей отмечается 8 мая.